# Христианская мученица времён Диоклетиана в Тибре
«Христианская мученица времён Диоклетиана в Тибре» — картина французского художника Ипполита Делароша из собраний Государственного Эрмитажа и Лувра.
На картине изображена молодая женщина с закрытыми глазами и связанными руками, плывущая в реке, её лицо озарено светом; возле речного берега к столбу привязана лодка, а на самом берегу на фоне заката видна фигура мужчины, обнимающего женщину. Слева внизу стоит подпись художника и дата: Paul Delaroche 1853.
Картина иллюстрирует эпизод раннехристианской истории, относящийся ко времени гонений на христиан в 303—304 годах, совершавшихся по приказу римского императора Диоклетиана. Сам художник писал о сюжете картины:

Юная римлянка, не желавшая участвовать в жертвоприношениях ложным богам, была приговорена к смерти и брошена в Тибр со связанными руками; заходящее солнце за мрачной и пустынной рекой; два христианина смотрят на труп юной мученицы, который проплывает перед ними…

В. Н. Березина отмечает, что замысел этой картины относится ко времени тяжёлой болезни самого Делароша и тот считал её «самой печальной и святой» из всех своих работ. Теофиль Готье назвал картину «христианской Офелией» и восхищался лицом девушки «девственной чистоты и божественной красоты».
В конце 1850-х годов или в самом начале 1860-х годов картина была приобретена великой княгиней Еленой Павловной, находилась в Михайловском дворце, а после выкупа дворца в казну и учреждения в нём Русского музея картина была перевезена в Каменноостровский дворец и числилась в собственности герцогини Елены Георгиевны Саксен-Альтенбургской. После Октябрьской революции картина была национализирована и в 1924 году через Государственный музейный фонд передана в Эрмитаж. С конца 2014 года выставляется в здании Главного штаба в зале 307.
В собрании рисунков Лувра хранится подготовительный рисунок Делароша графитным карандашом, изображающий фигуру мученицы со связанными руками, он был подарен музею в 1971 году наследниками Делароша. В литературе встречаются упоминания о существовании живописного эскиза к картине, который проходил на посмертной распродаже работ Делароша в Париже в 1857 году, его местонахождение неизвестно.
В 1855 году Деларош написал повторение картины в значительно увеличенном размере (171 × 148 см); эта картина первоначально находилась в частной коллекции, а в 1897 году оказалась в Лувре; эта картина не имеет авторской подписи и даты.
Известна копия с эрмитажного варианта картины, исполненная Шарлем Жалабером; эта копия хранится в Художественном музее Уолтерса в Балтиморе.